# Schronisko na Gromadzyniu
Schronisko na Gromadzyniu (Gromadżynie) – schronisko turystyczne, które było położone pod szczytem Gromadzynia (655 m n.p.m.) w Górach Sanocko-Turczańskich na wysokości 654 m n.p.m.
Obiekt był prowadzony przez Sekcję Narciarską oddziału Związku Strzeleckiego z w Ustrzykach Dolnych. Brak jest dokładnych informacji o dacie jego otwarcia, na pewno funkcjonowało w 1937 roku. Oferował 15 miejsc noclegowych.
Zgodnie z mapami Wojskowego Instytutu Geograficznego z 1934 roku, na Gromadzyń nie prowadził żaden znakowany szlak turystyczny, można było tam dojść ścieżką z Ustrzyk Dolnych.